# Bank Central Asia
PT Bank Central Asia Tbk – założony w 1957 roku indonezyjski bank z siedzibą w Dżakarcie.